# Kolfanite
La kolfanite è un minerale appartenente al gruppo della mitridatite.